# Portami con te (Gigi D'Alessio)
Portami con te è il settimo album in studio del cantautore italiano Gigi D'Alessio, pubblicato il 10 maggio 1999 dalla RCA Records.

## Tracce
1. Buongiorno – 4:38
2. La spada nel cuore – 4:40
3. Io che non vivo – 5:20
4. Guagliuncè – 4:39
5. Dove sei – 4:19
6. Portami con te – 4:24
7. Un cuore ce l'hai – 3:49
8. Tutt'a vita cu tte' – 5:16
9. Una magica storia d'amore – 4:14
10. Primma 'e t'addurmì – 4:07
11. Buonanotte – 0:55

## Formazione
- Gigi D'Alessio – voce, pianoforte, tastiera
- Paolo Costa – basso
- Lele Melotti – batteria
- Gianni Cuciniello – programmazione
- Giorgio Cocilovo – chitarra
- Lello Somma – basso
- Carmine Napolitano – batteria
- Peppe Sannino – percussioni
- Demo Morselli – tromba
- Mario Castiglia – cori
- Piera Caputo – cori
- Nadia Boccarosso – cori
- Franco Castiglia – cori
- Mauro Juliano – cori
- Il Giardino dei Semplici – cori